# Cintractia majewskii
Cintractia majewskii är en svampart som beskrevs av Piatek & Vánky 2005. Cintractia majewskii ingår i släktet Cintractia och familjen Anthracoideaceae.   Inga underarter finns listade i Catalogue of Life.